# Rose Hall Great House

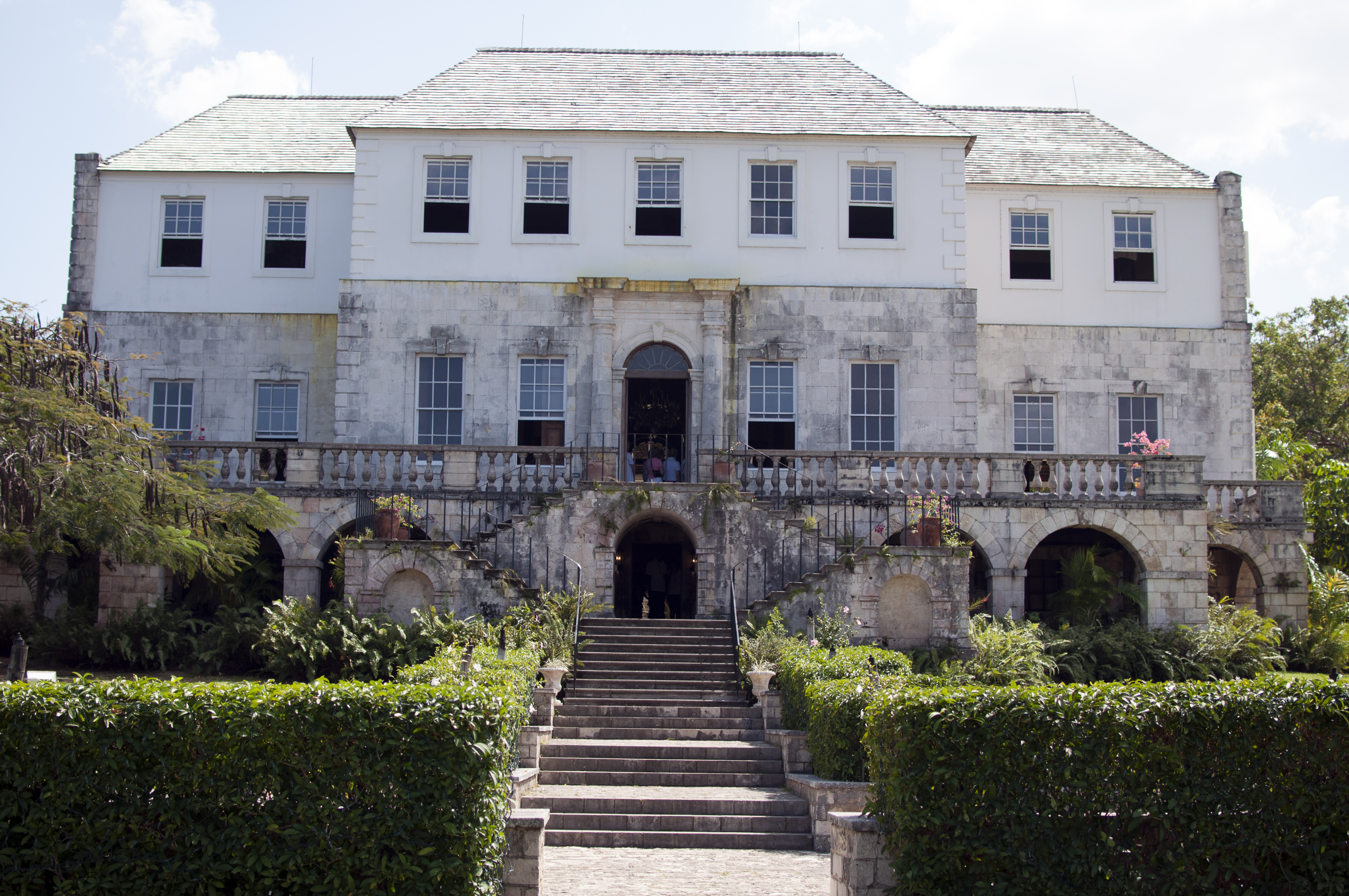
Rose Hall Great House im Jahr 2013

Das Rose Hall Great House ist ein ehemaliges Anwesen, welches zur jamaikanischen Stadt Montego Bay gehört, sich aber ungefähr 15 Kilometer entfernt befindet. Das Gebäude wurde 1770 erbaut und gilt als das bekannteste Bauwerk von Jamaika.

## Beschreibung

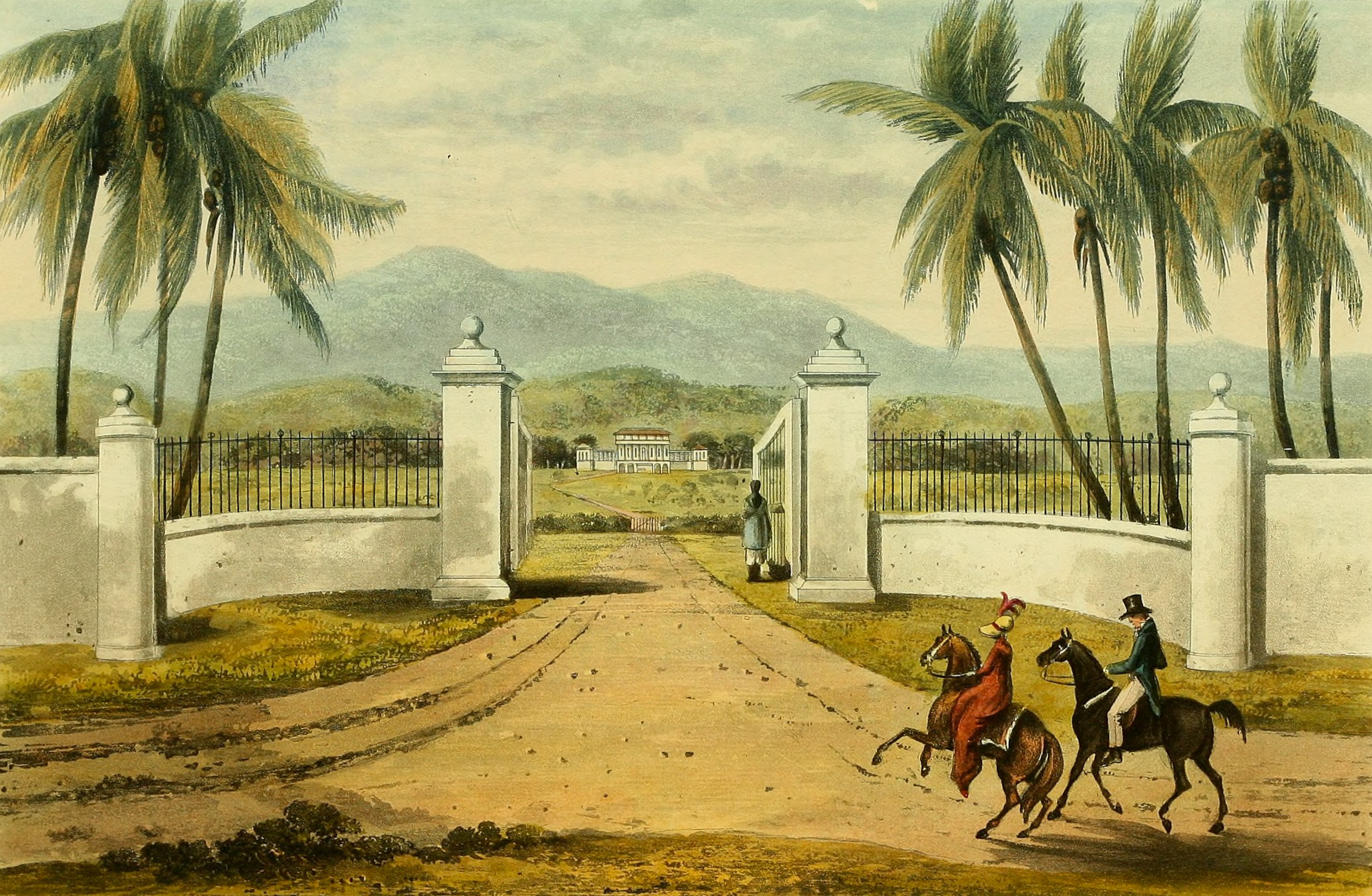
Gemälde von James Hakewill mit dem Namen A Picturesque Tour of the island of Jamaica von 1825

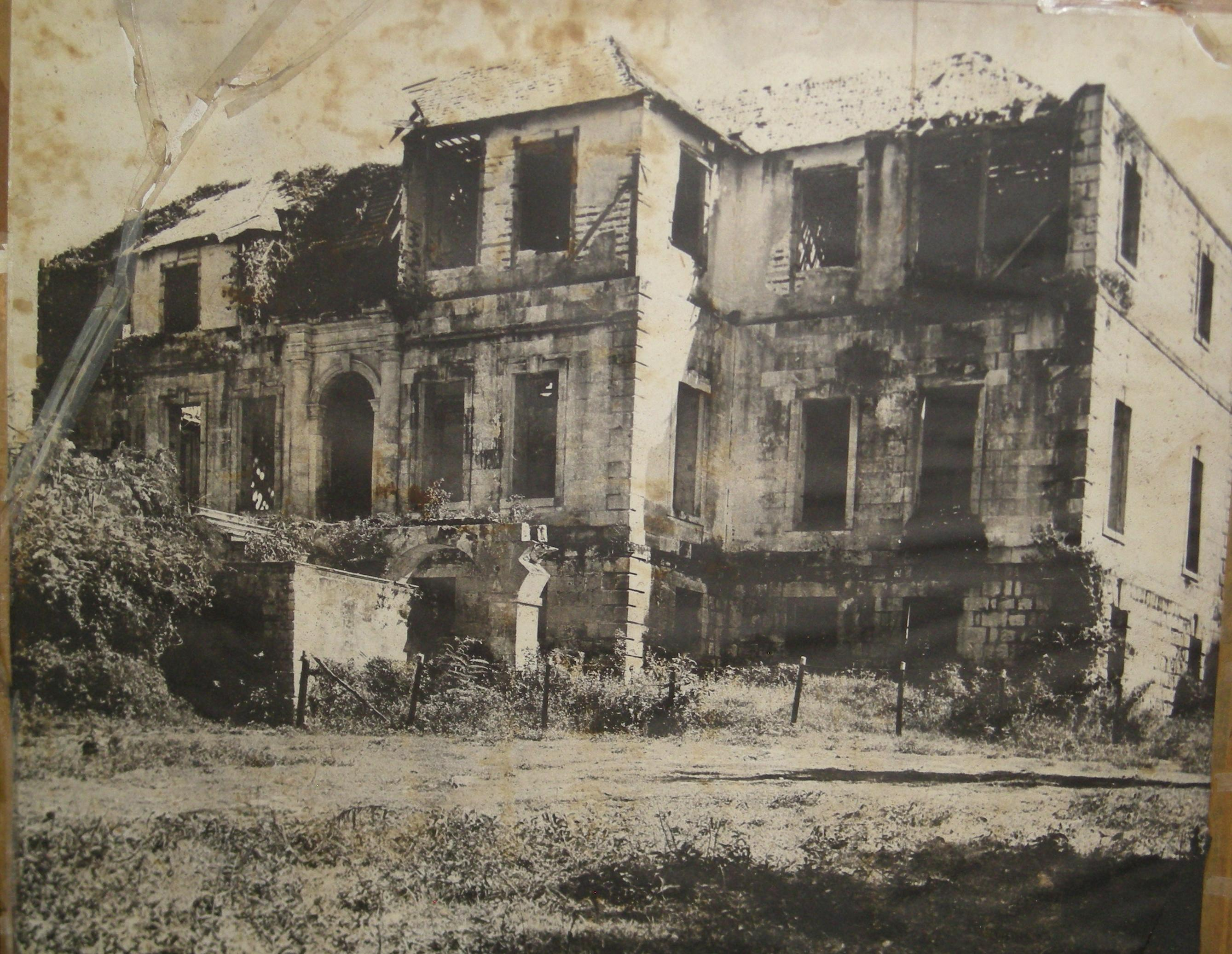
Das Gebäude vor seiner Renovierung

Rose Hall gilt als das berühmteste Bauwerk von Jamaika. Das Gebäude wurde im jamaikanisch-georgianischen Stil auf einem Steinsockel erbaut. Das obere der drei Stockwerke ist an der vorderen Fassade verputzt. Vor der Beletage befinden sich weitläufige Terrassen, von denen zwei große Freitreppen ausgehen. Das Haupttor ist in der Art eines Triumphbogens gerahmt.
Im Inneren gibt es einen großen Ballsaal im französischen Stil, welcher mit Seidentapeten ausgekleidet ist. Das große Treppenhaus besteht aus handgearbeiteten und geschnitzten Tropenhölzern.
Das Anwesen befindet sich auf einem Hügel mit einem Panoramablick auf die Bucht von Montego Bay.

## Geschichte
Rose Hall wurde im Jahr 1770 mit einem Kostenaufwand von 30.000 £ fertiggestellt. Es war das sogenannte Great House des englischen Plantagenbesitzers John Palmer. Zum Anwesen gehörten etwa 650 Hektar Weideland und Zuckerrohrfelder. Später übernahm der Großneffe John Rose Palmer das Anwesen und die angrenzende Plantage mit dem Namen Palmyra. Insgesamt arbeiteten nun mehr als 2000 versklavte Afrikaner auf den circa 2.640 Hektar der Palmyra-Plantagen. Ab dem Jahr 1845 war das Anwesen unbewohnt und verfiel.
Im Jahr 1977 wurde das Rose Hall Great House von der ehemaligen Miss USA Michele Rollins und ihrem Ehemann, dem Unternehmer John W. Rollins erworben. Das Anwesen wurde mit hohem Kostenaufwand restauriert. Seitdem befindet sich darin ein Museum, welches sich mit der Geschichte der Sklaverei in Rose Hall und mit zumeist europäischen Antiquitäten  beschäftigt. Im Erdgeschoss befinden sich zudem eine Bar und ein Restaurant.

## Legenden

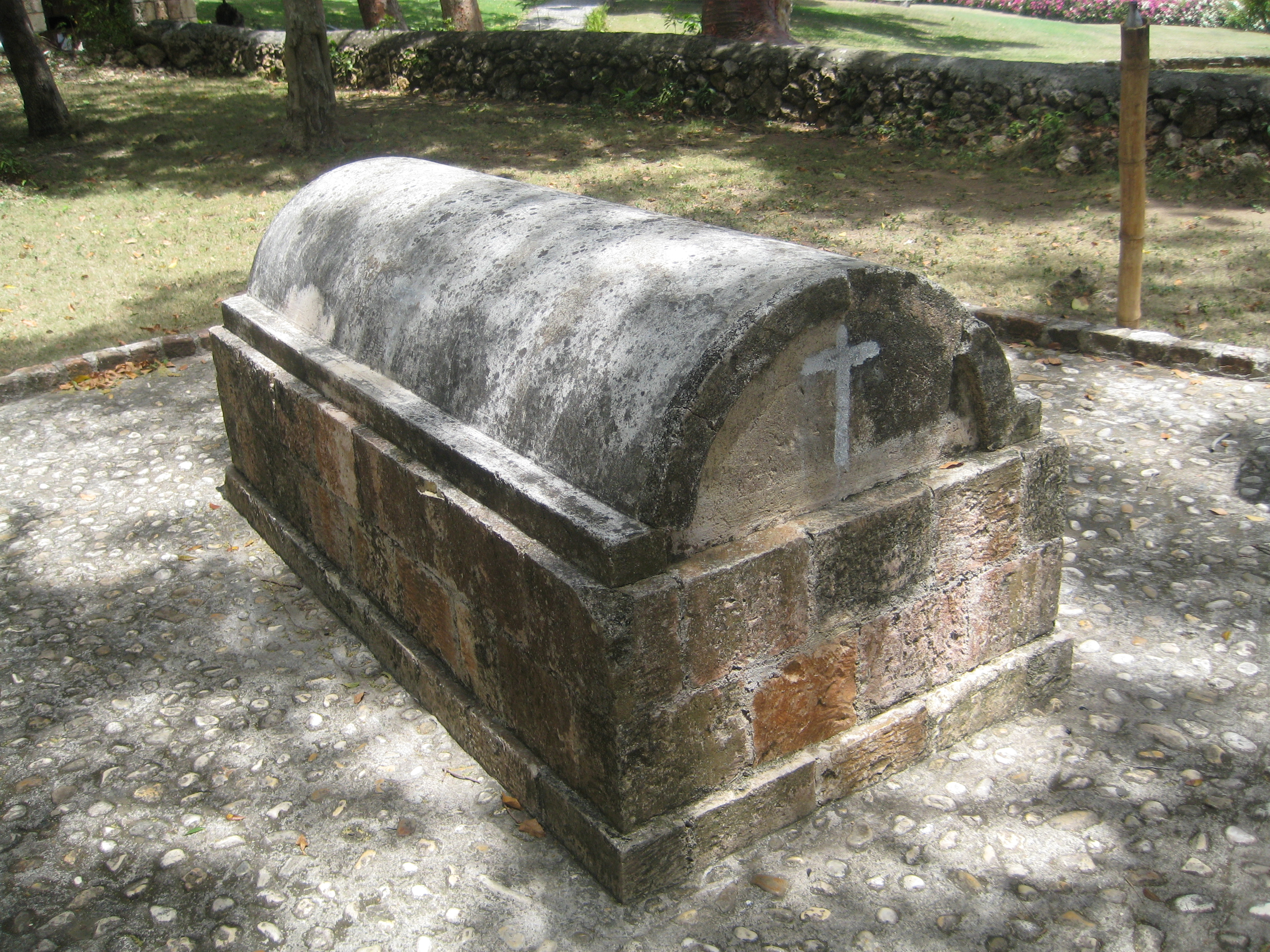
Unbekannter Grabstein. Besuchern wird erzählt, dies sei das Grab von Annie Palmer

Einer alten Legende nach spukt in dem Haus der Geist einer weißen Hexe mit dem Namen Annie Palmer. Die Geschichte besagt, dass sie in England geboren wurde und einen irischen Vater und eine englische Mutter hatte. Die meiste Zeit ihres Lebens verbrachte die Familie in Haiti. Nachdem beide Eltern an Gelbfieber starben, wurde sie von einem Kindermädchen großgezogen, welches Hexerei und Voodoo praktizierte. Sie zog nach Jamaika und lernte John Palmer kennen, den Besitzer der Rose Hall Plantagen. Annie Palmer ermordete ihn, um an seinen Besitz zu gelangen. Später heiratete sie zwei weitere wohlhabende Männer, die sie ebenfalls ermordete. Auch soll sie sich männliche Sklaven, die auf den Plantagen arbeiteten, als Lustsklaven genommen haben und sie dann getötet haben. Später soll sie ihrerseits von einem Sklaven namens Takoo ermordet worden sein.
Eine Untersuchung des Autors und Kritikers Benjamin Radford im Jahr 2007 hat ergeben, dass die Geschichte historisch nicht nachweisbar ist. Die Geschichte basiert wahrscheinlich auf einem Roman des jamaikanischen Autors Herbert G. de Lisser von 1929 mit dem Namen "The White Witch of Rosehall". Die Figur Annie Palmer ist historisch nicht nachzuweisen. Der Name könnte von Rosa Palmer abgeleitet sein, die zu ihrer Zeit Herrin über Rose Hall war und vier Ehemänner hatte. Jedoch wird ihr ein tugendhaftes Leben nachgesagt. Dennoch wird die Geschichte weiterhin bei Führungen durch das Gebäude erzählt.

## Popkultur

### TV, Literatur
- Der dritte Teil der Romanserie Feuer und Stein von Diana Gabaldon handelt unter anderen von Rose Hall und der Annie-Palmer-Legende.
- Eine Episode der amerikanischen TV-Serie Ghost Adventures spielt in und um Rose Hall.
- Das 19 Staffelfinale von America’s Next Top Model hatte das Rose Hall Anwesen als Set.
- Die amerikanische TV-Sendung Scariest Places on Earth widmet eine Folge der Rose-Hall-Legende.

### Musik
- Vom Musiker Johnny Cash wurde ein Lied über die Legende von Rose Hall geschrieben. Es trägt den Namen The Ballad of Annie Palmer.
- Die Band Coven veröffentlichte auf ihrem ersten Album Witchcraft Destroys Minds & Reaps Souls von 1969 den Song "The White Witch of Rose Hall".